# هیران (سومالی)
هیران (به عربی: هیران) یک منطقهٔ مسکونی در سومالی است که در سومالی واقع شده‌است.